# Sloanea gymnocarpa
Sloanea gymnocarpa är en tvåhjärtbladig växtart som beskrevs av Albert Charles Smith. Sloanea gymnocarpa ingår i släktet Sloanea och familjen Elaeocarpaceae. Inga underarter finns listade i Catalogue of Life.